# Andrzej Grabowski (actor)
Andrzej Piotr Grabowski (n. 15 martie 1952, Chrzanów, voievodatul Polonia Mică, Polonia) este un actor de teatru, televiziune și film, scenarist, regizor, cântăreț și comic polonez. Este cunoscut mai ales pentru rolul lui Ferdynand Kiepski în serialul TV Świat według Kiepskich.

## Carieră
Grabowski a absolvit Academia de Arte Dramatice Ludwik Solski din Cracovia în 1974 și, la scurt timp, a început să lucreze ca actor la Teatrul Juliusz Słowacki. Doi ani mai târziu, a jucat în Przepraszam, czy tu biją (la Teatrul de Televiziune) în rolul domnului Trzebiński. 
În timpul studiilor la Cracovia, Grabowski a debutat în 1972 ca Edward în filmul de lung metraj, Odejścia, powroty. A interpretat doar roluri secundare în filme până în 1989, când a interpretat unul dintre personajele principale din filmul Kapitał, czyli jak zrobić pieniądze w Polsce.
Grabowski a devenit foarte popular în 1999, când a început să interpreteze personajul principal Ferdynand Kiepski în serialul TV Świat według Kiepskich. Spectacolul, unul dintre cele mai lungi seriale poloneze difuzate și asemănător cu Familia Bundy și este încă transmis în Polonia.
Alte apariții notabile ale lui Grabowski includ videoclipul muzical „Pokaż mi niebo”, un cântec al trupei poloneze Feel⁠(d) și al treilea sezon al versiunii poloneze a emisiunii-concurs franceze Fort Boyard. El este, de asemenea, cunoscut pentru dublajul în limba poloneză a unor personaje din filme precum Povestea jucăriilor 3 și Puiu' mic.
Grabowski a primit Medalia pentru merit în cultură - Gloria Artis în 2007 pentru contribuția remarcabilă la cultura poloneză.

## Viață personală
Grabowski a fost căsătorit cu actrița Anna Tomaszewska; cei doi au divorțat în 2008. Au împreună două fiice: Zuzanna și Katarzyna. Ginerele lui Grabowski (și soțul Zuzannei) este actorul Paweł Domagała⁠(d).
La 12 iunie 2009, Grabowski s-a căsătorit cu Anita Kruszewska, o specialistă în machiaj.
Cel mai bun prieten al său a fost actorul polonez Jan Nowicki⁠(d).

## Filmografie
- Păcatele Breslaului (2018) .... public prosecutor
- Tablou de vânătoare (2017) .... director
- Demon (2015) .... Zaneta's father
- Secret Wars (2014) .... Prior
- Operation H2O (2012) .... Radek Szczemborski
- Skrzydlate świnie (2010) .... Edzio
- Milion dolarów (2010) .... Tomuś
- Piksele (2010) .... Grave-digger
- Lunatycy (2009) (TV) .... Wacław - Kama's father
- Tajemnica Westerplatte (2009) .... Adolf Petzelt
- Od pełni do pełni (2009) .... Kaminski
- Mica Moscovă (2008)
- Senność (2008) .... Father
- Mr. Kuka's Advice (2008) .... Kuka
- Jak żyć? (2008) .... Prisoner
- The Chauffeur (2008) .... Modrak
- Świadek koronny (2007) .... Jaroslaw Kowalik 'Kowal'
- Strike (2006) .... Sobieski
- Dublerzy (2006) .... Leon May
- We're All Christs (2006) .... Adas' Drinking Friend
- Diabeł (2005) .... Franciszek
- Pitbull (2005) .... Jacek Goc "Gebels"
- Atrakcyjny pozna panią (2004) .... Wacław
- Zróbmy sobie wnuka (2003) .... Maniek Kosela
- Superprodukcja (2003) .... Napoleon
- Jak to się robi z dziewczynami (2002) .... Zenon
- Golden Tears (2002)
- E=mc2 (2002) .... Zając
- Ziua nebunului (2002) .... Vecin
- Kariera Nikosia Dyzmy (2002) .... Roman Kiliński
- Edges of the Lord (2001) .... Kluba
- Klinika pod wyrwigroszem (2001) (TV mini-series) .... Man
- The Tale of Mrs. Doughnut (2000) .... Palacz
- Liceum czarnej magii (2000) (TV) .... Tomasz Jarski
- Prin foc și sabie (1999) (ca A. Grabowski) .... nobil beat
- Odwrócona góra albo film pod strasznym tytułem (1999)
- Prostytutki (1998) .... Ula's Father
- Love Me and Do Whatever You Want (1998) .... Sergeant looking for Sławek
- Sława i chwała (1998) (mini-serie TV) .... Golicz
- La ballata dei lavavetri (1998) .... Paweł
- Colonel Kwiatkowski (1995) .... Priest
- Polska śmierć (1995) .... Sergeant
- Cudowne miejsce (1994) .... Moon
- Śmierć jak kromka chleba (1994) .... Miner
- Kapitał, czyli jak zrobić pieniądze w Polsce (1990) .... Stefan Sapieja
- Dulscy (1976) .... Office worker

### Seriale TV
- Świat według Kiepskich (1999 - prezent). . . . Ferdynand Kiepski[2][3]
- Blondynka (2010-prezent). . . . Traczyk
- Duch w dom (2010). . . . Kazimierz
- Nowa . . . . Janusz Sochon (1 episod, 2010)
- Naznaczony . . . . Puchalik (2 episoade, 2009)
- Ojciec Mateusz . . . . Antrenor Sylwester (1 episod, 2009)
- Tylko miłość . . . . Max Wolar (26 de episoade, 2007-2009)
- Pitbull . . . . Jacek Goc „Gebels” (31 de episoade, 2005-2008)
- Odwróceni . . . . Jaroslaw 'Kowal' Kowalik (11 episoade, 2007)
- Ja wam pokażę! (2007). . . . Om fără adăpost
- Hela w opałach . . . . Polițist (1 episod, 2006)
- Złotopolscy . . . . Andrzej Złotopolski (2004-2006)
- Bonica . . . . Lucjan Furman (1 episod, 2006)
- Boża podszewka. Część druga (2005). . . . Andrzej Jurewicz
- Na dobre i na złe . . . . Părintele Kudelko (1 episod, 2002)
- Der Kapitän . . . . Eike (1 episod, 1997)
- Boża podszewka (1997). . . . Andrzej Jurewicz
- Spellbinder: Land of the Dragon Lord . . . . Gan (4 episoade, 1997)

## Dublaj în poloneză
- 2010: Harry Potter și Talismanele Morții. Partea 1 . . . . Alastor Moody
- 2010: Povestea jucăriilor 3 . . . . Lots-O'-Huggin 'Bear
- 2009: Gwiazda Kopernika
- 2009: Cursa spre Witch Mountain . . . . Burke
- 2008: Space Chimps . . . . Dr. Jagu
- 2008: Speed Racer . . . . Tata
- 2007: Magie în New York . . . . Nathaniel
- 2007: Harry Potter și Ordinul Phoenix . . . . Alastor Moody
- 2005: Harry Potter și Pocalul de Foc . . . . Alastor Moody
- 2005: Puiu' mic . . . . Buck "Ace" Cluck
- 2003: Fratele Urs . . . . Rutt
- 2001: Abrafax i piraci z Karaibów . . . . Căpitan

## Discografie
| Mam prawo ... czasami ... banalnie                                        | - Lansat: 29 noiembrie 2010 - Casă de discuri: Universal Music Poland - Suport: CD, CD + DVD, descărcare digitală | 36 |
| Cudne jest nudne                                                          | - Lansat: 18 iunie 2013 - Casă de discuri: Universal Music Poland - Suport: CD, descărcare digitală               | 30 |
| „-” indică o înregistrare care nu a fost lansată pe teritoriul respectiv. | |    |